# Adanggaman
Adanggaman es una película del año 2000.

## Sinopsis
Siglo XVIII:un pueblo africano del golfo de Guinea parece haber escapado milagrosamente de la caza de esclavos del poderoso rey Adanggaman,un tirano esclavista sediento de oro,poder y ron,atraído por la pacotilla.El viejo N’Go dirige su hogar según mandan los cánones de su casta y no admite desafío a la autoridad.Quiere que su hijo Ossei se case con Adjo,hija de buena cuna.Pero Ossei es un rebelde y rehúsa someterse a la autoridad paterna porque ama a Mawa.Después de una disputa familiar, Ossei deja el pueblo.Esa misma noche,llegan las amazonas de Adanggaman,asolan el pueblo,capturan a hombres, mujeres y niños,también a Mô Akassi,la madre de Ossei.

## Premios
- 2000 Festival International du Film d’Amiens
- 2000 International Film Festival of Toronto
- 2001 Festival National du Film Marocain de Marrakech
- 2001 Fespaco